# Margaret Blackwood

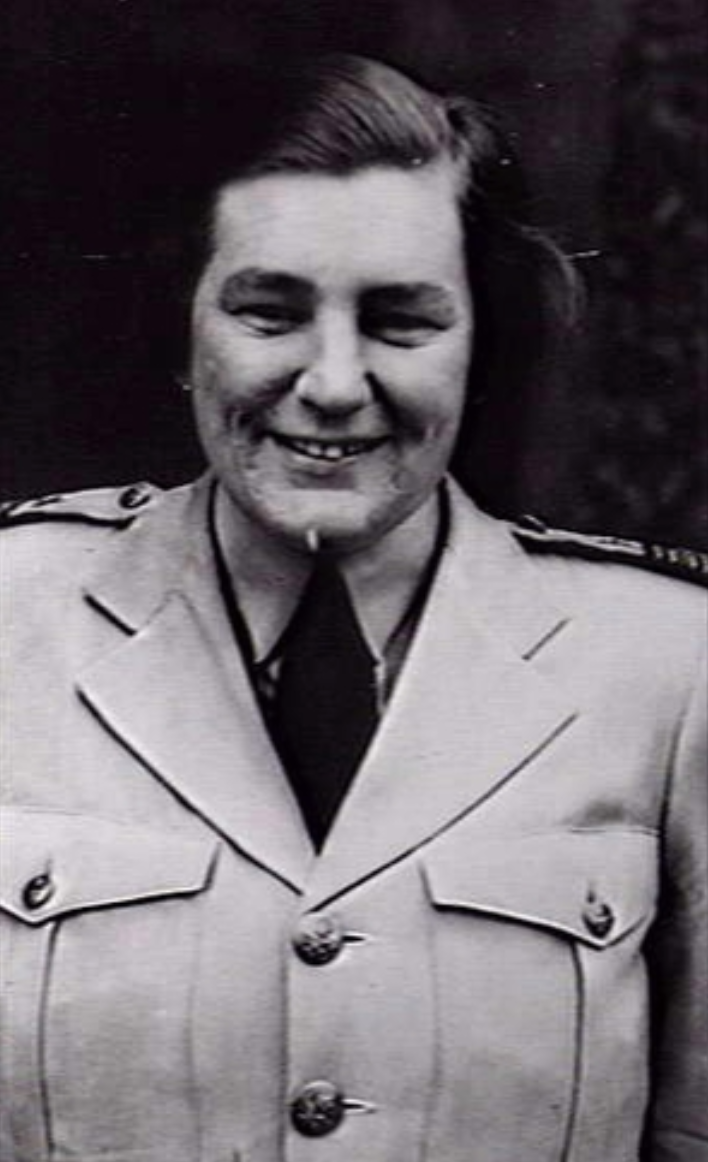
Margaret Blackwood, 1944

Dame Margaret Blackwood, DBE (* 26. April 1909 in South Yarra, Melbourne, Australien; † 1. Juni 1986 in Melbourne, Australien) war eine australische Botanikerin, Genetikerin und Hochschullehrerin. Sie war Luftwaffenoffizierin im Zweiten Weltkrieg, nach dem Zweiten Weltkrieg Dozentin für Botanik und Vizekanzlerin an der University of Melbourne.

## Leben und Werk
Blackwood war das zweite von drei Kindern von den in Tasmanien geborenen Eltern Muriel Pearl (geb. Henry) und Robert Leslie Blackwood. Ihre Mutter hatte die Universität besucht und war eines der Mitglieder der Classical Association of Victoria. Ihr Vater lehrte Klassik und war bis zu seinem Tod 1926 Unterdirektor des Trinity College der University of Melbourne. Sie besuchte von 1916 bis 1927 die Melbourne Church of England Girls Grammar School (CEGGS) und absolvierte von 1928 bis 1929 eine Ausbildung als Lehrerin am Associated Teachers Training Institute. Anschließend unterrichtete sie als Senior Science Mistress von 1932 bis 1938 an mehreren Schulen in Melbourne.
Während sie sich durch Unterrichten finanzierte, studierte sie ab 1934 an der University of Melbourne, wo sie 1938 ihr Studium mit Auszeichnungen und als Empfängerin des Howitt Natural History Scholarship mit einem Bachelor of Science abschloss. Anschließend erhielt sie 1939 als Forschungswissenschaftlerin in Botanik mit McBain- und Caroline-Kay-Stipendien ihren Master of Science in Pflanzenzytologie und Genetik. Die 1930er Jahre waren ein Höhepunkt für die Teilnahme von Frauen in der Botanik, und Blackwood fand sich in einem Forschungsumfeld wieder, in dem Frauen, insbesondere die außerordentliche Professorin Ethel McLennan, eine herausragende Rolle spielten.

## Tätigkeiten während des Zweiten Weltkriegs

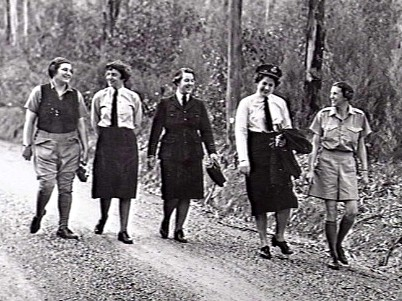
WAAAF-Mitglieder gehen eine Landstraße in Lower Plenty entlang. Von links Staffeloffizierin Margaret Blackwood, Grace Hunter, Clare Stevenson (Direktorin der WAAAF), Patrica Burnard, Doris Carter, 1944

Zu Beginn des Zweiten Weltkriegs schrieb sich Blackwood am 15. März 1941 als Freiwillige in die Women's Auxiliary Australian Air Force (WAAAF) ein. Bereits nach zwölf Tage half sie bei der Erstellung des ersten Chiffriercodes der Royal Australian Air Force (RAAF) für die Verwendung durch die Alliierten im Krieg im Pazifik. Sie  formulierte Richtlinien und Verfahren für die Ausbildung von Rekruten, hauptsächlich im Hauptquartier der Luftwaffe in Melbourne. Sie wurde schnell befördert und erreichte im Januar 1945 den Rang eines Wing Commander. Nach ihrer Entlassung im Jahr 1946 wurde sie Kommandantin der Ausbildungsdepots.

## Universitätskarriere
1946 kehrte Blackwood als Demonstrator an die Botany School der University of Melbourne zurück. Mit dem Ende des Zweiten Weltkriegs wurde 1947 die Mildura-Zweigstelle der University of Melbourne gegründet, um den Zustrom von Anwärtern zu bewältigen. 1949 wurde dieser Komplex wieder geschlossen. Blackwood wurde zur Dozentin für Botanik ernannt und war von 1947 bis 1948 Dean of Women des Campus.
Von 1948 bis 1950 forschte sie mit einem Stipendium des Commonwealth Reconstruction Training Scheme an der University of Cambridge, wo sie mit David Catcheside an den B-Chromosomen bei Mais arbeitete und 1954 in Pflanzengenetik promovierte.
1951 kehrte Blackwood an die University of Melbourne zurück, wo sie zur Senior Lecturer of Botany, später Senior Associate und Reader ernannt wurde, bevor sie dort 1974 den Ruhestand ging. Als Trägerin zahlreicher Auszeichnungen erhielt Blackwood 1958 ein Carnegie Traveling Scholarship zum Studium an der University of Wisconsin und war 1959 Honorary Research Fellow an der Birmingham University.

## Pionierin in Leitungspositionen
Blackwood leistete nicht nur in ihrer Karriere als Genetikerin Pionierarbeit, sondern bekleidete auch zahlreiche hochrangige Positionen innerhalb der Universität und der wissenschaftlichen Gemeinschaft, wobei viele davon die ersten waren, die von einer Frau besetzt wurden. Im Jahr 1975, dem Internationalen Jahr der Frau, berief Blackwood die Arbeitsgruppe der Universitätsversammlung für Frauen in der Universität ein, die einen Bericht mit Empfehlungen zur zukünftigen Politikentwicklung vorlegte.
Blackwood war Gründungsmitglied des Colleges Janet Clark Hall, dort von 1964 bis 1974 erste Vorsitzende, als es ein unabhängiges College wurde, das 1961 der University of Melbourne angegliedert war. Sie wurde zum ersten Ehrenmitglied auf Lebenszeit der Association of Women on Campus an der Universität Melbourne (AWCUM) gewählt.
1977 wurde Blackwood zur ehrenamtlichen Organisationssekretärin für den 48. Kongress der Melbourne Australian and New Zealand Association for the Advancement of Science (ANZAAS) ernannt, als die erste Frau, die diese Position seit der Gründung der Vereinigung im Jahr 1882 innehatte. Sie wurde zum Fellow der Australian Genetics Society und 1979 von ANZAAS ernannt.
Blackwood wurde 1976 zum ersten Mal in den Rat der University of Melbourne gewählt und war von 1980 bis 1983 die erste stellvertretende Kanzlerin und war damit die erste Frau in der 127-jährigen Geschichte der Universität, die einen Abschluss verlieh. Blackwood war 1981 auch der erste weibliche Fellow des Trinity College, Melbourne. 1980 wurde Blackwood eingeladen, den Vorsitz des Beirats für Gesundheits- und Human Relations Education in Schools zu übernehmen, der gegründet wurde, um den damaligen Bildungsminister in Victoria zu beraten.
Dame Margaret Blackwood ging 1983 an der University of Melbourne in den Ruhestand. Sie starb am 1. Juni 1986.

## Auszeichnungen und Ehrungen (Auswahl)
- 1964: Member of the Order of the British Empire (MBE)
- 1979: Fellow der Australian Genetics Society
- 1981: Dame Commander of the Order of the British Empire (DBE)
- 1983: Ehrendoktorwürde der University of Melbourne
- 1989 wurde eine neue Art der Pilzgattung Phyllosticta  beschrieben und nach ihr Phyllosticta blackwoodiae benannt
- 2001: Victorian Honour Roll of Women
- Fellow der Australian and New Zealand Association for the Advancement of Science
- Dame Margaret Blackwood Soroptimist-Stipendium[6]

## Mitgliedschaften
- British Lichen Society
- The Catalysts' Society
- Royal Society of Victoria
- Australian Genetics Society
- Beta Sigma Phi (Honorary Member)[7]
- Soroptimist International (Chairman 1957–1958)
- International Federation of University Women (I.F.U.W.)